# Jagan Hames
Jagan Hames (ur. 31 października 1975) – australijski lekkoatleta specjalizujący się w wielobojach.

## Życiorys
Karierę zaczynał od startów w skoku wzwyż. W tej konkurencji zdobył złoto mistrzostwach świata juniorów w 1994 roku. Jego największym sukcesem jest zdobycie złotego medalu w dziesięcioboju podczas Igrzysk Wspólnoty Narodów w 1998 roku. Zdobywał liczne medale mistrzostw Australii w różnych konkurencjach lekkoatletycznych w rywalizacji juniorów i seniorów. Dwukrotnie zdobył złote medale juniorskich mistrzostw Wielkiej Brytanii. Dwukrotnie ustanawiał rekord Australii w dziesięcioboju (8259 w 1997 oraz 8490 w 1998).

## Osiągnięcia
| Rok  | Zawody                      | Miejsce      | Pozycja     | Konkurencja   | Rezultat |
| ---- | --------------------------- | ------------ | ----------- | ------------- | -------- |
| 1994 | Mistrzostwa Świata Juniorów | Lizbona      | 1. miejsce  | Skok wzwyż    | 2,23     |
| 1994 | Igrzyska Wspólnoty Narodów  | Victoria     | 13. miejsce | Skok wzwyż    | 2,15     |
| 1997 | Mistrzostwa Świata          | Ateny        | DNF         | Dziesięciobój |          |
| 1998 | Igrzyska Wspólnoty Narodów  | Kuala Lumpur | 1. miejsce  | Dziesięciobój | 8490     |

## Rekordy życiowe
| Dyscyplina                    | Wynik    | Miejsce      | Data             |
| ----------------------------- | -------- | ------------ | ---------------- |
| bieg na 100 m                 | 10,77    | Adelaide     | 23 marca 1997    |
| bieg na 400 m                 | 49,14    | Adelaide     | 6 kwietnia 1996  |
| bieg na 1500 m                | 4:50,90  | Adelaide     | 7 kwietnia 1996  |
| bieg na 110 m przez płotki    | 13,91    | Brisbane     | 15 marca 1997    |
| Skok wzwyż                    | 2,30     | Sydney       | 13 marca 1994    |
| Skok o tyczce                 | 5,00     | Kuala Lumpur | 18 września 1998 |
| Skok w dal                    | 7,83     | Melbourne    | 1 marca 1996     |
| Pchnięcie kulą                | 14,73    | Kuala Lumpur | 17 września 1998 |
| Rzut dyskiem                  | 50,07    | Adelaide     | 1998             |
| Rzut oszczepem                | 64,67    | Kuala Lumpur | 18 września 1998 |
| Dziesięciobój lekkoatletyczny | 8490 pkt | Kuala Lumpur | 18 września 1998 |